# سمدرك
ساموثراكي أو سَمَدْرَك أو سَمَادِرَك (باليونانية: Σαμοθράκη) هي جزيرة يونانية في شمال بحر إيجة، وهي بلدية تتبع مقاطعة إفروس التابعة لمنطقة تراقيا. يبلغ طول الجزيرة 17 كيلومترًا، ومساحتها 178 كيلومترًا مربعًا، وعدد سكانها 2859 نسمة وفقًا لتعداد سنة 2011.
من أهم الأنشطة الاقتصادية في ساموثراكي صيد الأسماك والسياحة، كما تشمل موارد الجزيرة كلًا من الجرانيت والبازلت، وهي من أكثر جزر اليونان وعورة في سطحها، وأعلى قممها هي قمة فينغاري بجبل ساوس، التي يصل ارتفاعها إلى 1611 مترًا فوق سطح البحر.
ورد ذكر ساموثراكي في سفر أعمال الرسل، الذي جاء فيه أن بولس الرسول قضى ليلة واحدة على هذه الجزيرة في طريقه إلى مقدونيا في رحلته التبشيرية الثانية.